# 하늘의 목자
《하늘의 목자》(영어: The Shepherd)은 2023년 디즈니+에서 공개한 미국, 영국의 판타지, 드라마 영화이다.

## 줄거리
1957년 성탄절 전야, 비행 중 연료가 떨어진 파일럿 앞에 정체 모를 선한 사마리아인이 나타나 그를 구한다.

## 출연진

### 주연
- 벤 래드클리프 - 프레디 역
- 존 트래볼타 - 조니 카바나 역 (기획)

### 조연
- 스티븐 맥킨토시 - F.L. 조 마크스 역
- 클레어 프라이스 - 제니 역
- 스칼렛 그레이스 - 샐리 역
- 밀리 켄트 - 리지 역
- 이완 본드 - 대시우드 역
- 사이먼 레넌 - 잭 역
- 사이먼 윌슨 - S.S.O. 역